# Careware
Careware är en typ av programvara gjord för att hjälpa olika organisationer.
Careware erbjöds vanligen kostnadsfritt och samtidig önskar programvarans skapare att användaren lämnar en donation för välgörenheten. Ett exempel är textredigeraren Vim som är fri programvara. Programmeraren Bram Moolenaar önskar stöd för föreningen "ICCF Holland" som med pengarna hjälper föräldralösa barn med AIDS i Uganda. Hos kommersiell careware har varan ett pris men en del av priset går till välgörenheten.
Den amerikanska programutvecklaren Paul Lutus som skapade en editor (Arachnophilia) för html-sidor vill inte ha något utbyte av pengar eller varor. Han önskar sig bara att programvarans användare lever ett tag mera positiv och med eftertanke.